# Reif (Niederschlag)

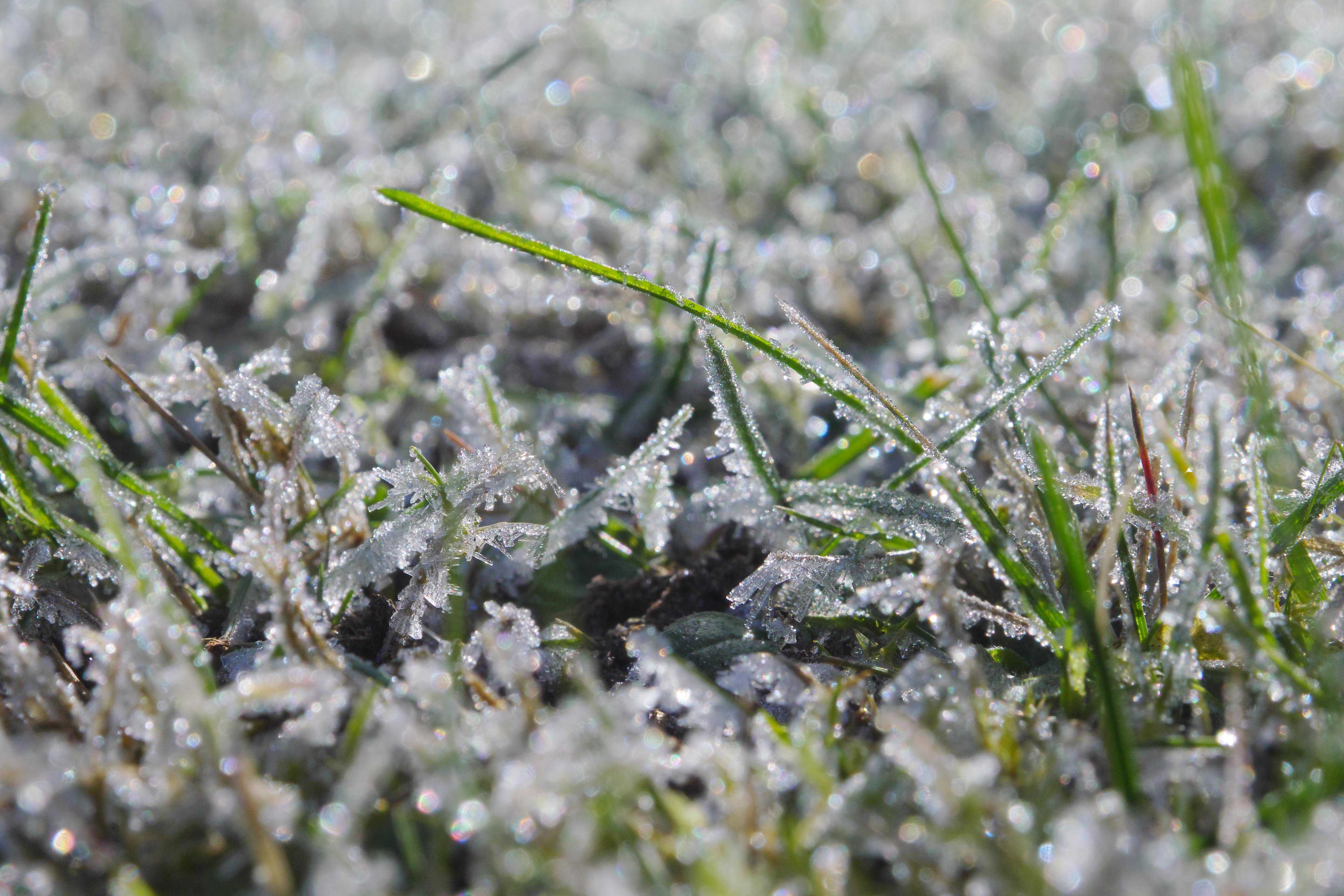
Reif auf Grashalmen

Mit Reif bezeichnet man Eisablagerungen, die sich durch Resublimation von Wasserdampf zu Eis in der Nähe des Erdbodens und an erhabenen Gegenständen bilden. 

## Beschreibung

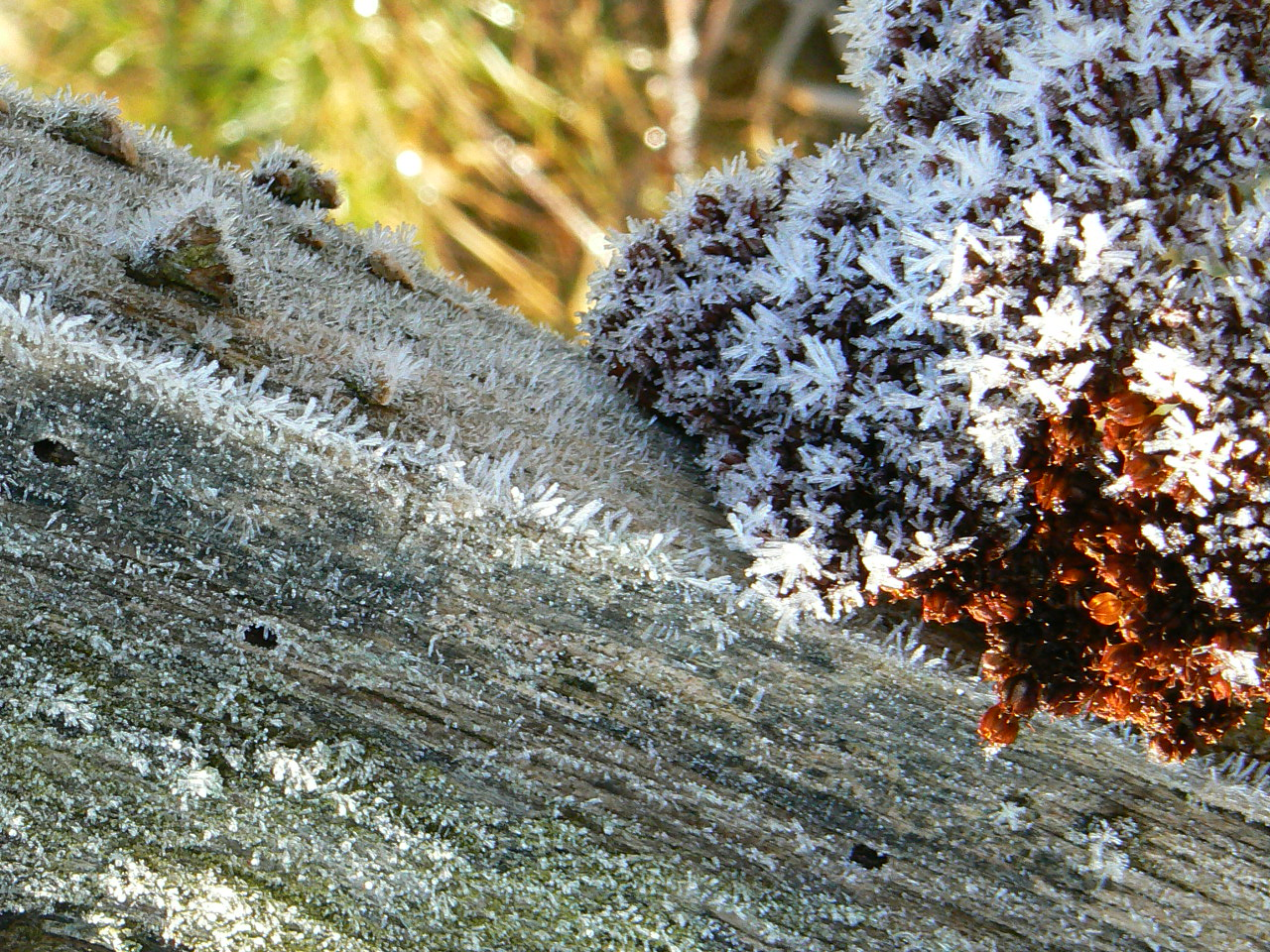
Reif auf Holz und Pflanzen

Reif ist ein kristalliner, beinahe schneeartiger Belag und bildet sich auf wärmeabstrahlenden Flächen mit geringer Wärmeleitung, sobald der Taupunkt auf diesen Flächen unter dem Gefrierpunkt des Wassers liegt. Man unterscheidet zwischen Reif, der auf eine Abkühlung der Erdoberfläche zurückzuführen ist, dem Strahlungsreif, und Reif, der auf einer horizontalen Luftbewegung beruht, dem Advektionsreif. Strahlungsreif tritt daher besonders in Bodennähe als gleichförmiger Überzug auf, während sich Advektionsreif bei hoher Luftfeuchtigkeit eher in Form feingliedriger Kristalle an Gegenständen bildet, und zwar entgegen der Richtung, aus der der Wind kommt.

## Entstehung

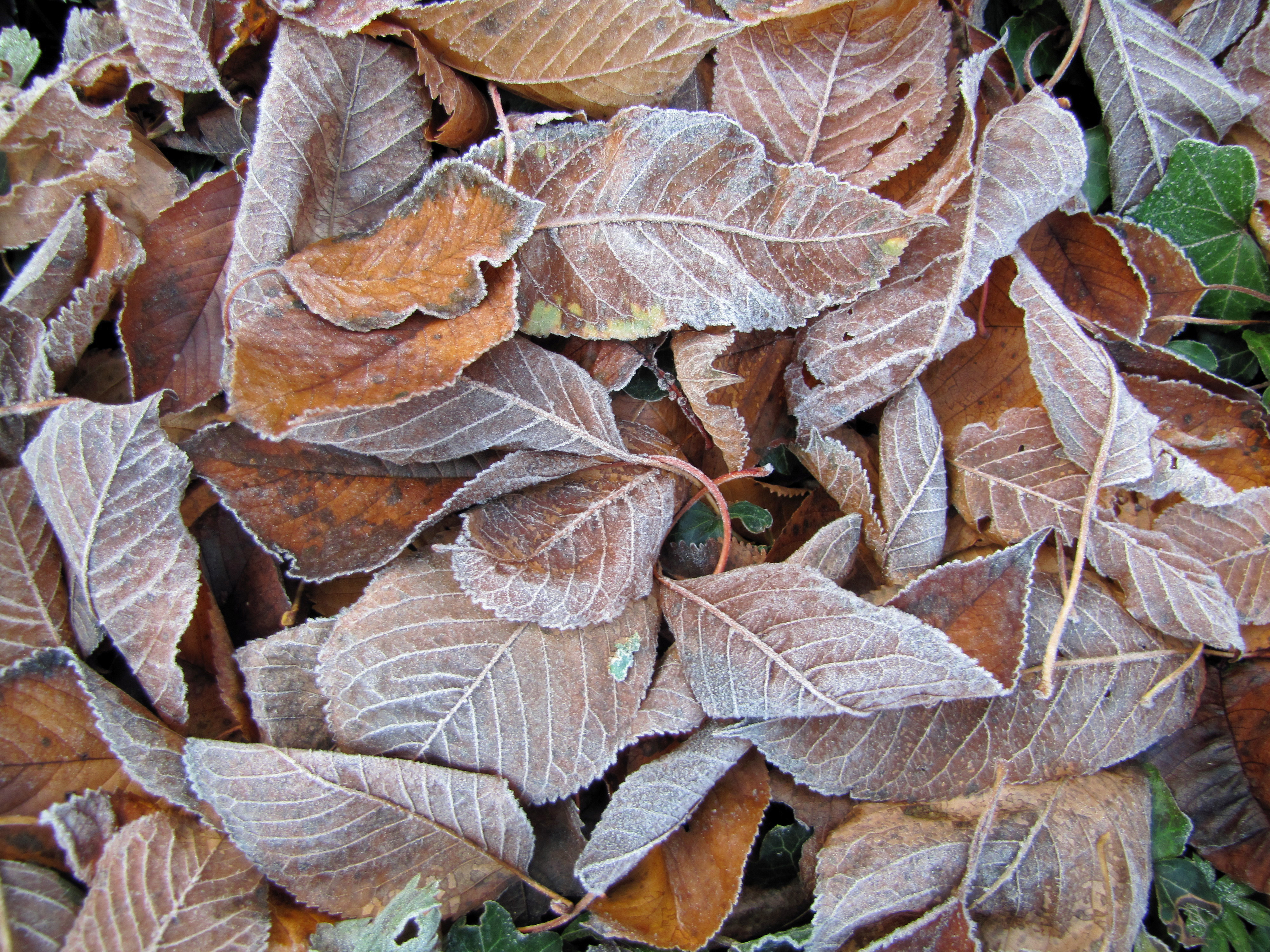
Reif auf Laub

Eine Advektion kann lediglich in Verbindung mit Wind stattfinden. Dies ist auch der zentrale Unterschied zum Strahlungsreif. An den kalten Oberflächen wird mildere und feuchte Luft abgekühlt, wodurch Wasserdampf zu Wasser kondensiert und letztlich abfriert.
Reif tritt auch im Inneren von Schneedecken auf. Dies kann zum einen durch Umwandlung von Schneekristallen (Verdunstung in wärmeren, Resublimation in kälteren Schneeschichten) geschehen; man spricht dann von Tiefenreif oder Schwimmschnee. Zum anderen können Schichten von Oberflächenreif von neuen Schneefällen überdeckt werden. In beiden Fällen können solche Reifschichten zu einem instabilen Schneedeckenaufbau und damit erhöhter Gefahr von Schneebrettlawinen führen.
Reif entsteht auch als Niederschlag bei Luftfrost, wenn in 2 m Höhe die feuchte Luft gefriert. Reif darf dabei aber nicht mit gefrorenem Tau, Raureif, Raufrost oder Klareis verwechselt werden.
Im Gegensatz zur natürlichen Reifbildung in der Natur entsteht auch technischer Reif, wenn Luft auf eine Temperatur von −2 °C abgekühlt wird und diese stark verwirbelt wird. Bekannte Reifbildungsprozesse in der Technik sind:
- Reifbildung bei Flugzeugen
- Schneekanonen
- Zureifung einer Luft/Wasser-Wärmepumpe oder des Verdampfers einer  Kälteanlage